# Bataille de Samos
La bataille de Samos (en grec moderne : Ναυμαχία της Σάμου) est une bataille navale qui a eu lieu près de Samos, entre les flottes combinées des îles grecques d’Hydra et de Spetses, contre la flotte ottomane le 17 août 1824, lors de la guerre d'indépendance grecque. Les navires grecs ont gagné.

## Le cours des événements
Après le massacre de Psará, la flotte ottomane de Husrev Pacha s'était retirée à Mytilène où elle séjourna un mois. Husrev Pacha fit ordonner aux Samiens de se soumettre en échange de leur sûreté. L'assemblée locale des Samiens rejeta la proposition.
Dans le même temps, les Samiens ont commencé à repousser avec succès diverses opérations amphibies ottomanes dans la région de Karlóvasi et au cap Kótsika près de Vathý. Puis la flotte grecque, empruntant environ 90 mille pistils (pièces d'argent), a préparé la première escadre sous Geórgios Sachtoúris (en) avec vingt-sept navires d'Hydra et huit de Spetses, sous Geórgios Androútsos (el), et la deuxième escadre sous Andréas Miaoúlis.

## Bataille navale
Le 28 juillet 1824, Khosref Pacha partit avec la quasi-totalité de la flotte ottomane qui se composait de 300 navires et bateaux contre Samos. La flotte grecque qui avait été reconstruite a commencé à naviguer vers la zone où la première escouade, localisant quarante petits navires, dont vingt voiliers battant pavillon ottoman, naviguant vers Samos et ayant deux mille soldats à débarquer, s'est levée le 30 juillet à Ikaría. L'escadre grecque a chassé les navires, les forçant à aller loin ou même à atterrir. Quand ils sont arrivés à Mykáli, ils ont vu de nombreuses troupes qui étaient prêtes à débarquer dans deux bateaux et de nombreux petits navires. La flotte ottomane était blottie derrière l'île déserte de Marina. La flotte grecque la découvrit et engagea le combat. De cette manière, l'armée ottomane ne put débarquer. Quatre heures après le lever du soleil, dix-huit navires de première ligne ont navigué contre les Grecs. Sachtoúris donne alors l'ordre de se battre. Les Ottomans prirent peur et s'enfuirent. La même chose s'est produite le lendemain. Le 4 août, la flotte ottomane a navigué contre la Grèce. Puis 17 navires avec l'amiral Konstantínos Kanáris se sont précipités sur l'ennemi. La bataille navale a duré cinq heures, jusqu'à ce qu'ils forcent la flotte ottomane à se retirer. La flotte ottomane a tenté de se déplacer dans les jours suivants mais en vain. Les Grecs ont continué le mouillage pendant cinq semaines mais en vain. Puis ils sont partis.

## Sources
- (el) Lámbros Koutsoníkas (en), Γενική ιστορία της ελληνικής επαναστάσεως [« Histoire générale de la révolution grecque »], t. I, Athènes, « Evangelismós » D. Karakatzánis,‎ 1863, 198 p. (lire en ligne).
- (el) Geórgios Krémos (el), Χρονολόγια της Ελληνικής Ιστορίας: προς χρήσιν πάντος φιλομαθούς, ιδία δε των εν τοις γυμνασίοις μαθητών [« Chronologie de l'histoire grecque : à l'usage des amis, et des élèves du secondaire »], Athènes, Imprimerie Dimítrios Iasemídos,‎ 1879, 32 p. (lire en ligne).